# Young Thugs: Innocent Blood
Young Thugs: Innocent Blood (岸和田少年愚連隊 血煙り純情篇?, Kishiwada shōnen gurentai: Chikemuri junjō-hen) è un film del 1997, diretto da Takashi Miike, tratto da un racconto di Riichi Nakaba. È il sequel di Kishiwada shōnen gurentai, diretto da Kazuyuki Izutsu nel 1996 e ha generato un prequel, Young Thugs: Nostalgia, diretto sempre da Takashi Miike nel 1998.

## Trama
A Kishiwada, Tetsuo, Yūji, Riichi e la sua fidanzata Ryōko hanno terminato il liceo. Dopo un'estate passata tra vandalismi e divertimenti e segnata dall'arresto di Tetsuo, entrano a far parte del mondo del lavoro. Ryōko trova un posto come shampista in un salone di parrucchiera, mentre Riichi vende ciabatte agli angoli delle strade e ogni tanto viene coinvolto in qualche rissa con il suo avversario di sempre Sada. Il suo sogno è di far parte un giorno della yakuza.
Una sera Riichi incontra Naomi, una sua goffa amica d'infanzia adesso divenuta bella ed elegante. I due iniziano una relazione amorosa, che viene scoperta da Ryōko. La ragazza decide di lasciare Riichi e si reca quindi da Yūji portandogli tutte le fotografie fatte insieme a Riichi e chiedendogli di sbarazzarsene. Yūji non ha il coraggio di eliminare le foto e le porta quindi a Riichi, che le brucia e tronca la sua relazione con Naomi. Si reca quindi a trovare la madre.
Intanto Yūji si innamora di Masae una collega di Ryōko, e le confida alcuni segreti della sua infanzia, ma il suo amore non è corrisposto.Tetsuo esce dal carcere e propone a Riichi e a Yūji un viaggio in macchina. Sulla strada i tre iniziano una gara di velocità con un'altra auto. Una manovra azzardata manda fuori strada la loro auto, che si schianta contro un bulldozer. I tre rimangono miracolosamente illesi, ma per la paura Yūji se la fa letteralmente addosso e per pulirsi si bagna nel fiume vicino. Quando esce dall'acqua viene improvvisamente colpito da un fulmine e muore carbonizzato davanti agli occhi increduli e sconvolti dei suoi amici.
All'ospedale Riichi e Ryōko si incontrano nuovamente e passeggiano insieme, decidendo di separarsi definitivamente. Ryōko sale sulla terrazza di un palazzo e osserva un palloncino che vola, mentre Riichi si appresta a scatenare l'ennesima rissa con Sada.

## Estetica e stile
Insieme ai successivi Young Thugs: Nostalgia e Dead or Alive 2: Birds, Young Thugs: Innocent Blood è considerato uno dei film più rappresentativi diretti da Miike sul tema della nostalgia.
Per quanto riguarda lo stile, il film è diviso in due capitoli, che narrano le due fasi della vita dei protagonisti: l'adolescenza e la maturità. Lato A: per l'inverno inizia con l'arresto di Tetsuo e l'entrata di Riichi e Ryōko nel mondo del lavoro. Lato B: per l'estate parte con l'inizio della depressione di Riichi, in seguito alla separazione da Ryōko.

## Riconoscimenti
- 1998
  - Japanese Professional Movie Awards (miglior regista, miglior attrice debuttante (Sarina Suzuki))